# Tour of the Gila
Il Tour of the Gila è una corsa a tappe maschile e femminile di ciclismo su strada che si disputa dal 1987 nella Contea di Grant, nello stato statunitense del Nuovo Messico.
La prova maschile è inserita dal 2012 nel calendario dell'UCI America Tour come prova di classe 2.2, mentre quella femminile dal 2015 è parte del calendario internazionale UCI come prova di classe 2.2.

## Albo d'oro

### Gara maschile
Aggiornato all'edizione 2024.
| Anno      | Vincitore                             | Secondo                               | Terzo                                 |
| --------- | ------------------------------------- | ------------------------------------- | ------------------------------------- |
| 1987      | Andy Bishop                           |                                       |                                       |
| 1988      | Gavin O'Grady                         |                                       |                                       |
| 1989      | John Lieswyn                          |                                       |                                       |
| 1990      | Andrew Miller                         |                                       |                                       |
| 1991      | Björn Bäckmann                        |                                       |                                       |
| 1992      | Kevin Livingston                      |                                       |                                       |
| 1993      | José Ángel Robles                     |                                       |                                       |
| 1994      | Andrew Miller                         |                                       |                                       |
| 1995      | Jonathan Vaughters                    |                                       |                                       |
| 1996      | Burke Swindlehurst                    |                                       |                                       |
| 1997      | Bart Bowen                            |                                       |                                       |
| 1998      | Burke Swindlehurst                    |                                       |                                       |
| 1999      | Chris Wherry                          |                                       |                                       |
| 2000      | Eric Wohlberg                         |                                       |                                       |
| 2001      | Scott Moninger                        |                                       |                                       |
| 2002      | Chris Wherry                          |                                       |                                       |
| 2003      | Andrew Miller                         |                                       |                                       |
| 2004      | Scott Moninger                        |                                       |                                       |
| 2005      | Burke Swindlehurst                    |                                       |                                       |
| 2006      | Chris Baldwin                         |                                       |                                       |
| 2007      | Nathan O'Neill                        |                                       |                                       |
| 2008      | Gregorio Ladino                       |                                       |                                       |
| 2009      | Levi Leipheimer                       |                                       |                                       |
| 2010      | Levi Leipheimer                       |                                       |                                       |
| 2011      | Francisco Mancebo                     |                                       |                                       |
| 2012      | Rory Sutherland                       | Chad Beyer                            | Joseph Dombrowski                     |
| 2013      | Philip Deignan                        | Phillip Gaimon                        | Francisco Mancebo                     |
| 2014      | Carter Jones                          | Gregory Brenes                        | Rob Britton                           |
| 2015      | Rob Britton                           | Daniel Jaramillo                      | Gavin Mannion                         |
| 2016      | Lachlan Morton                        | Alexander Cataford                    | Rob Britton                           |
| 2017      | Evan Huffman                          | Serghei Țvetcov                       | Taylor Eisenhart                      |
| 2018      | Rob Britton                           | Gavin Mannion                         | Kyle Murphy                           |
| 2019      | James Piccoli                         | Óscar Sevilla                         | Nickolas Zukowsky                     |
| 2020-2021 | annullato per la pandemia di COVID-19 | annullato per la pandemia di COVID-19 | annullato per la pandemia di COVID-19 |
| 2022      | Sean Gardner                          | Matteo Dal-Cin                        | Torbjørn Røed                         |
| 2023      | Alex Hoehn                            | Óscar Sevilla                         | Torbjørn Røed                         |
| 2024      | Tyler Stites                          | Walter Vargas                         | Wilmar Paredes                        |

### Gara femminile
Aggiornato all'edizione 2023.
| Anno      | Vincitrice                            | Seconda                               | Terza                                 |
| --------- | ------------------------------------- | ------------------------------------- | ------------------------------------- |
| 1987      | Nancy Shipp                           | Jonell Mill                           | Laurie King                           |
| 1988      | Jane Marshall                         | Carol Rogers-Dunning                  | Janelle Parks                         |
| 1989      | Carolyn Donnelly                      | Kim Cashon                            | Julie Young                           |
| 1990      | Carolyn Donnelly                      | Melinda Mayfield                      | Molly Taubeneck                       |
| 1991      | Laura Peycke                          | Carolyn Donnelly                      | Linda Kruse                           |
| 1992      | Jane Gagne                            | Janelle Parks                         | Martha Wavrin                         |
| 1993      | Martha Wavrin                         | Molly Renner                          | Pamela Schuster                       |
| 1994      | Carolyn Donnelly                      | Molly Renner                          | Rosalind Reekie-May                   |
| 1995      | Carolyn Donnelly                      | Heather Tallman                       | Emily Robbins                         |
| 1996      | Desiree Margagliano                   | Teri Ralser                           | Heather Tallman                       |
| 1999      | Kimberly Bruckner                     | Andrea Ratkovic-Bowman                | Julie Hanson-Hudetz                   |
| 2000      | Mari Holden                           | Jeannie Longo                         | Kimberly Bruckner                     |
| 2001      | Geneviève Jeanson                     | Kimberly Bruckner                     | Lyne Bessette                         |
| 2002      | Geneviève Jeanson                     | Kimberly Bruckner                     | Karen Bockel                          |
| 2003      | Geneviève Jeanson                     | Manon Jutras                          | Katrina Berger-Grove                  |
| 2004      | Amber Neben                           | Brooke Ourada                         | Kimberly Anderson                     |
| 2005      | Kimberly Bruckner                     | Geneviève Jeanson                     | Lynn Gaggioli                         |
| 2006      | Kristin Armstrong                     | Anne Samplonius                       | Erinne Willock                        |
| 2007      | Mara Abbott                           | Rachel Heal                           | Dotsie Bausch                         |
| 2008      | Leah Goldstein                        | Leigh Hobson                          | Felicia Gomez                         |
| 2009      | Kristin Armstrong                     | Alison Powers                         | Katheryn Curi-Mattis                  |
| 2010      | Mara Abbott                           | Alison Powers                         | Catherine Cheatley                    |
| 2011      | Clara Hughes                          | Mara Abbott                           | Kathryn Donovan                       |
| 2012      | Kristin Armstrong                     | Carmen Small                          | Alison Powers                         |
| 2013      | Mara Abbott                           | Alison Powers                         | Janet Holcomb                         |
| 2014      | Mara Abbott                           | Flávia Oliveira                       | Abigail Mickey                        |
| 2015      | Mara Abbott                           | Katie Hall                            | Lauren Stephens                       |
| 2016      | Mara Abbott                           | Kristin Armstrong                     | Jasmin Duehring                       |
| 2017      | Tayler Wiles                          | Katie Hall                            | Leah Thomas                           |
| 2018      | Katie Hall                            | Sara Poidevin                         | Leah Thomas                           |
| 2019      | Brodie Chapman                        | Chloé Dygert                          | Jasmin Duehring                       |
| 2020-2021 | annullato per la pandemia di COVID-19 | annullato per la pandemia di COVID-19 | annullato per la pandemia di COVID-19 |
| 2022      | Lauren De Crescenzo                   | Krista Doebel-Hickok                  | Austin Killips                        |
| 2023      | Austin Killips                        | Marcela Prieto                        | Emily Ehrlich                         |
| 2024      | Lauren Stephens                       | Nadia Gontova                         | Eleanor Wiseman                       |